# Miriam Tildesley
Miriam Louise Tildesley (1 de julio de 1883 – 31 de enero de 1979) fue una antropóloga inglesa . 

## Vida
Hija de William Henry Tildesley y Rebecca Fisher, nació en Willenhall, Staffordshire y se educó en Birmingham . Se formó como docente y estuvo tres años enseñando. Estuvo involucrada en trabajos estadísticos durante la Primera Guerra Mundial, trabajando con el profesor Karl Pearson del University College de Londres . En 1918, fue nombrada estudiante de investigación en craneometría de Crewdson Benington, trabajando con el profesor Pearson. En 1920, el Consejo de Investigaciones Científicas e Industriales la nombró para trabajar en las colecciones osteológicas humanas del Museo Hunteriano del Real Colegio de Cirujanos . En 1923, Tildesley publicó Sir Thomas Browne : su cráneo, retratos y ascendencia .  El propósito declarado de este documento era explorar hasta qué punto diversas características raciales y conocimientos sobre el individuo podrían derivarse de un estudio de su cráneo. Si bien Tildesley descubrió que la habilidad de Browne era típica de los varones ingleses, concluyó que, en este caso, parecía haber poca correlación entre las características del cráneo y la capacidad mental de su dueño.  
También en 1923, fue nombrada asistente de investigación a cargo de las colecciones del Hunterian Museum;  se desempeñó como curadora de osteología humana para el museo de 1932 a 1934. En 1939, Tildesley fue nombrado miembro del Real Instituto Antropológico (RAI). Formó parte del consejo de la RAI durante varios años y fue vicepresidenta de 1952 a 1955.  También se desempeñó como presidenta del Comité de Normalización de la Técnica Antropológica. Fue nombrada miembro de la Orden del Imperio Británico por sus contribuciones a la antropología.Murió en Henley-on-Thames, Oxfordshire, a la edad de 95 años 